# Zgornje Hreble
Zgornje Hreble (nemško Oberkrähwald) je naselje v Občini Mostič v Okraju Šentvid ob Glini na Koroškem v Avstriji.